# نوبل ويمبرلي جونز
نوبل ويمبرلي جونز هو طبيب وسياسي أمريكي، ولد في 1723 في لندن في المملكة المتحدة، وتوفي في 1805 في مقاطعة تشاثام في الولايات المتحدة. انتخب عضو مجلس نواب جورجيا ‏.